# Couche sémantique
 (août 2024).
La mise en forme du texte ne suit pas les recommandations de Wikipédia : il faut le « wikifier ».
Les points d'amélioration suivants sont les cas les plus fréquents. Le détail des points à revoir est peut-être précisé sur la page de discussion.
- Les titres sont pré-formatés par le logiciel. Ils ne sont ni en capitales, ni en gras.
- Le texte ne doit pas être écrit en capitales (les noms de famille non plus), ni en gras, ni en italique, ni en « petit »…
- Le gras n'est utilisé que pour surligner le titre de l'article dans l'introduction, une seule fois.
- L'italique est rarement utilisé : mots en langue étrangère, titres d'œuvres, noms de bateaux, etc.
- Les citations ne sont pas en italique mais en corps de texte normal. Elles sont entourées par des guillemets français : « et ».
- Les listes à puces sont à éviter, des paragraphes rédigés étant largement préférés. Les tableaux sont à réserver à la présentation de données structurées (résultats, etc.).
- Les appels de note de bas de page (petits chiffres en exposant, introduits par l'outil «  Source ») sont à placer entre la fin de phrase et le point final[comme ça].
- Les liens internes (vers d'autres articles de Wikipédia) sont à choisir avec parcimonie. Créez des liens vers des articles approfondissant le sujet. Les termes génériques sans rapport avec le sujet sont à éviter, ainsi que les répétitions de liens vers un même terme.
- Les liens externes sont à placer uniquement dans une section « Liens externes », à la fin de l'article. Ces liens sont à choisir avec parcimonie suivant les règles définies. Si un lien sert de source à l'article, son insertion dans le texte est à faire par les notes de bas de page.
- La présentation des références doit suivre les conventions bibliographiques. Il est recommandé d'utiliser les modèles {{Ouvrage}}, {{Chapitre}}, {{Article}}, {{Lien web}} et/ou {{Bibliographie}}. Le mode d'édition visuel peut mettre en forme automatiquement les références.
- Insérer une infobox (cadre d'informations à droite) n'est pas obligatoire pour parachever la mise en page.

Pour une aide détaillée, merci de consulter Aide:Wikification.
Si vous pensez que ces points ont été résolus, vous pouvez retirer ce bandeau et améliorer la mise en forme d'un autre article.
Une couche sémantique est une représentation métier des données d'entreprise qui aide les utilisateurs finaux à accéder aux données de manière indépendante à l'aide de termes métiers courants gérés via la gestion sémantique métier . Une couche sémantique converti des structures des données complexes en un vocabulaire métier familier tels que "produit", "client" ou "chiffre d'affaires" pour offrir une vue unifiée et consolidée des données dans l'ensemble de l'organisation.
En utilisant des termes métiers courants, plutôt que le vocabulaire du modèle de données, pour accéder, manipuler et organiser les informations, une couche sémantique simplifie la complexité des données commerciales. Les termes métier sont stockés sous forme d’objets dans une couche sémantique, accessibles via des vues métiers.
La couche sémantique permet aux utilisateurs finaux d'avoir une « apparence » commune lors de l'accès et de l'analyse des données stockées dans des bases de données relationnelles et des cubes OLAP. Il s’agit d’une technologie de base de la Business Intelligence (BI) qui libère les utilisateurs finaux de la dépendance à l’équipe informatique tout en garantissant des résultats corrects.
Business Views est un système à plusieurs niveaux conçu pour permettre aux entreprises de créer des objets métier complets et spécifiques qui aident les concepteurs de rapports et les utilisateurs finaux à accéder aux informations dont ils ont besoin. Business Views est destiné à permettre aux utilisateurs d'ajouter le contexte métier nécessaire à leurs îlots de données et de les lier dans une seule vue métier organisée pour toute leur organisation,,.La couche sémantique mappe les tables aux classes et les lignes aux objets.